# Liste de films d'horreur avec des insectes
Voici une liste de films d'horreur, par ordre chronologique, mettant en scène des insectes :

## Insectes volants

### Abeilles
- 1966 : The Deadly Bees (en), de Freddie Francis ( Royaume-Uni)
- 1978 : Les Abeilles (en) (The Bees), d'Alfredo Zacarías ( Mexique et  États-Unis)
- 1978 : L'Inévitable Catastrophe (The Swarm), de Irwin Allen ( États-Unis)
- 2001 : Flying Virus, de Jeff Hare ( États-Unis et  Brésil)
- 2002 : Essaim mortel (Killer Bees), de Penelope Buitenhuis, avec C. Thomas Howell ( États-Unis)

### Guêpes
- 1958 : Les Monstres de l'enfer vert (en) (Monster from Green Hell), de Kenneth G. Cranes ( États-Unis)
- 1976 : Soudain... les monstres (The Food of the Gods), de Bert I. Gordon ( États-Unis)
- 2003 : Deadly Swarm, de Paul Andresen ( États-Unis et  Mexique)

### Mouches
- 1958 : La Mouche noire (The Fly), de Kurt Neumann ( États-Unis)
- 1959 : Le Retour de la mouche (Return of the Fly), de Edward Bernds (suite de La Mouche noire) ( États-Unis)
- 1965 : La Malédiction de la mouche (The Curse of the Fly), de Don Sharp (suite de Le Retour de la mouche) ( États-Unis)
- 1986 : La Mouche (The Fly), de David Cronenberg (remake de La Mouche noire) ( États-Unis,  Royaume-Uni et  Canada)
- 1989 : La Mouche 2 (The Fly II), de Chris Walas ( États-Unis,  Royaume-Uni et  Canada)
- 1991 : The Willies (en), de Brian Peck ( États-Unis)
- 2000 : L'Île des morts (en) (Island of the Dead), de Tim Southam ( États-Unis)
- 2002 : Infested, de Josh Olson ( États-Unis)

### Moustiques
- 1993 : Skeeter, de Clark Brandon ( États-Unis)
- 1995 : Mosquito, de Gary Jones ( États-Unis)

## Insectes rampants

### Cafards
- 1988 : Voyage au bout de l'horreur (The Nest), de Terence H. Winkless ( États-Unis)
- 1998 : Bug Buster, de Lorenzo Doumani ( États-Unis)
- 2000 : Éclosion (They Nest), de Ellory Elkayem ( États-Unis)
- 2001 : They Crawl, de John Allardice ( États-Unis)

### Fourmis
- 1954 : Quand la marabunta gronde (The Naked Jungle), de Byron Haskin ( États-Unis)
- 1954 : Des monstres attaquent la ville (Them!), de Gordon Douglas ( États-Unis)
- 1974 : Phase IV, de Saul Bass ( États-Unis)
- 1977 : L'Empire des fourmis géantes (Empire of the Ants), de Bert I. Gordon ( États-Unis)
- 1987 : Insect! (Blue Monkey), de William Fruet ( États-Unis)
- 2003 : GiAnts, de David Huey ( États-Unis - vidéo)
- 2005 : L'Attaque des fourmis géantes (Glass Trap), de Fred Olen Ray ( États-Unis)

### Mantes religieuses
- 1957 : La chose surgit des ténèbres (The Deadly Mantis), de Nathan Juran ( États-Unis)
- 1967 : La planète des monstres, de Jun Fukuda ( Japon)

### Sauterelles
- 1957 : Beginning of the End, de Bert I. Gordon ( États-Unis)
- 2005 : Les Ailes du chaos (Locusts), de David Jackson ( États-Unis)
- 2005 : Locusts : La Huitième Plaie (en) (Locusts: The 8th Plague), de Ian Gilmour ( États-Unis)
- 2020 : La Nuée, de Just Philippot  France

### Autres
- 1968 : Genocide (Konchu daisenso), de Norman Cooper et Kazui Nihonmatsu ( Japon)
- 1975 : Les Insectes de feu (Bug), de Jeannot Szwarc ( États-Unis)
- 1977 : Régal d'asticots (The Worm Eaters), de Herb Robins ( États-Unis)
- 1993 : Ticks (Infested), de Tony Randel ( États-Unis - Vidéo)
- 1997 : Mimic, de Guillermo del Toro ( États-Unis)
- 1997 : Bugged, de Ronald K. Armstrong ( États-Unis)
- 2001 : Mimic 2 : Le Retour !, de Jean de Segonzac ( États-Unis - vidéo)
- 2003 : Mimic 3: Sentinel, de J. T. Petty ( États-Unis - vidéo)
- 2003 : Péril de glace (Deep Freeze), de John Carl Buechler (cloporte préhistorique -  États-Unis)
- 2003 : Bugs, de Joseph Conti (Scorpions géants -  États-Unis - vidéo)
- 2004 : Bite Me!, de Brett Piper ( États-Unis - vidéo)

## À classer
- 1985 : Phenomena, de Dario Argento ( Italie)
- 2005 : Insecticidal, de Jeffery Scott Lando ( Canada)
- 2007 : Bug, de William Friedkin ( États-Unis)